# Distriktsläkare
Distriktsläkare var i Sverige före 1891 titel för extra provinsialläkare.

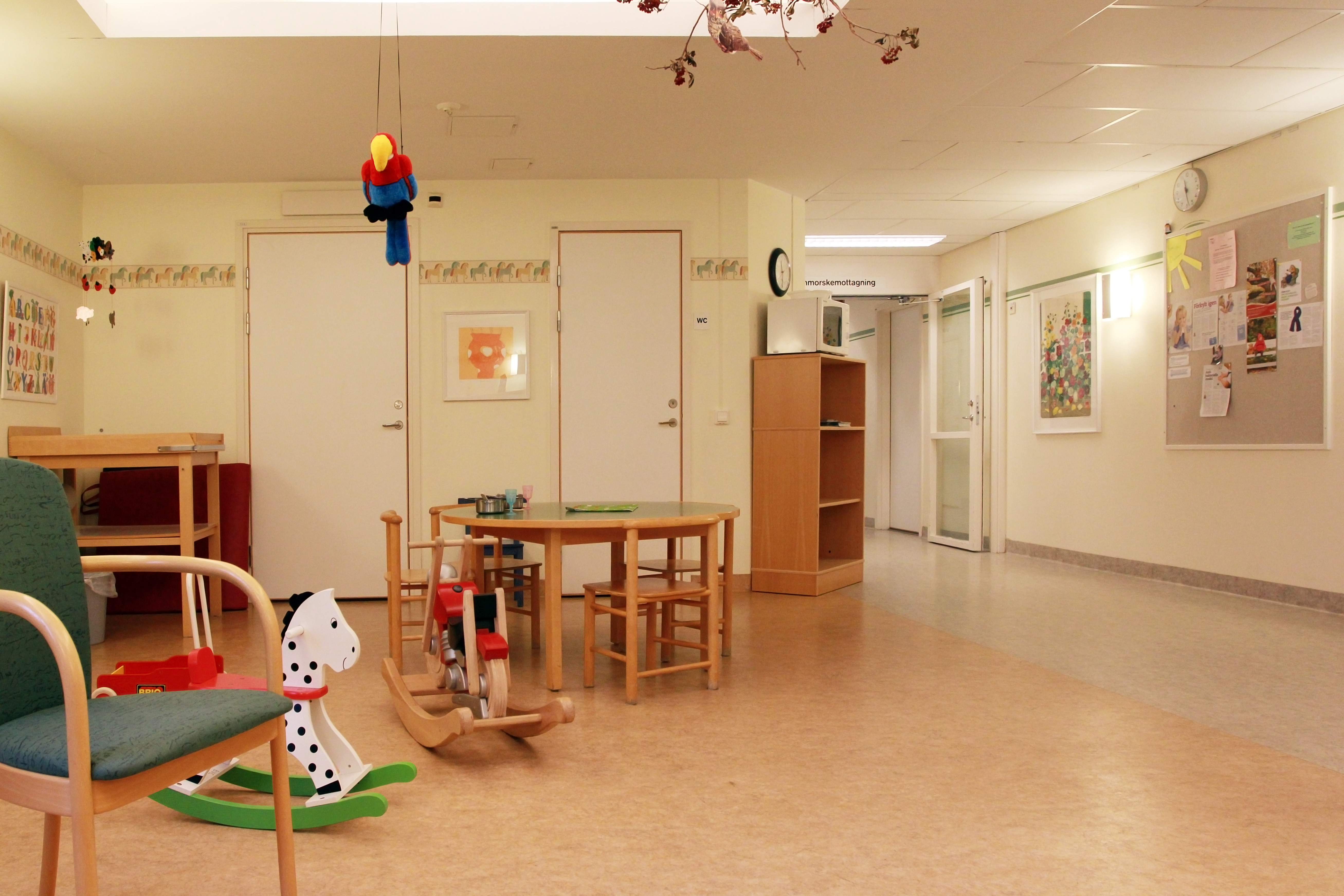
Distriktsläkare arbetar ofta på vårdcentraler, som denna i Hedemora.

Distriktsläkare var en svensk titel för en läkare specialistkompetent i allmänmedicin som innehade tjänst på vårdcentral eller motsvarande. Det har inte varit absolut krav på specialistbevis inom allmänmedicin för att hålla titeln distriktsläkare. Titeln tillkom när vårdcentralerna var indelade i distrikt och användes formellt fram till 1993 när husläkarlagen trädde i kraft. Titeln distriktsläkare används på vissa håll fortfarande informellt – i regel för specialistläkare inom allmänmedicin eller för dennes vikarie.
Allmänmedicin är enligt den svenska målbeskrivningen den specialitet som "innefattar kompetensen att möta människor i alla åldrar med alla sorters hälsorelaterade problem och att självständigt bedöma och behandla dessa. I det allmänmedicinska arbetet ska man också under lång tid kunna följa en individs olika hälsoproblem och i bedömningen av dessa kunna väga in personens hela livssituation." Specialistutbildningen tar minst fem år efter läkarlegitimation och ger en mycket bred kompetens. En allmänmedicinare, eller med en något äldre beteckning allmänläkare, arbetar oftast på en vårdcentral, husläkar- eller familjeläkarmottagning eller läkarstation.
Fackligt organiserar sig distriktsläkarna i Svenska Distriktsläkarföreningen, en yrkesförening i Sveriges läkarförbund med 4500 medlemmar. Svensk förening för allmänmedicin är deras professionella och vetenskapliga förening. 
Antalet distriktsläkare (husläkare, familjeläkare) är oklart. Sveriges läkarförbunds enkät från 2013 visade att 4550 specialister i allmänmedicin då jobbade inom primärvården i Sverige varav 670 som vikarier/stafettläkare/hyrläkare. Då fattades det c:a 1500 specialister till det av riksdagen beslutade målet på 1 specialist i allmänmedicin/1500 invånare.Den genomsnittliga tjänstgöringsgraden motsvarar c:a 80 % vilket gör behovet ännu större.

## Alternativa beteckningar
- Allmänmedicinare - förkortad benämning på specialist i allmänmedicin
- Allmänläkare - egentligen ingen riktigt stringent benämning
- Familjeläkare - modern benämning som åsyftar att läkaren sysslar med familjemedicin
- Husläkare  - myntades i samband med att husläkarlagen antogs 1993. Trots att lagen avskaffades 1995 finns husläkarsystemet kvar, med många olika namn och konstruktioner i olika landsting.
- Provinsialläkare - äldre benämning som användes fram till 1973